# Gerard Reve
Gerard Reve, nascut com Gerard Kornelis van het Reve (Amsterdam, 14 de desembre de 1923 - Zulte, 8 d'abril de 2006), fou un escriptor i poeta neerlandès. Juntament amb W.F. Hermans i Harry Mulisch, és considerat un dels «tres grans» de la literatura neerlandesa de postguerra. El 2001, com que era impedit per la malaltia d'Alzheimer, el seu espòs, Joop Schafthuizen, va rebre al seu nom el prestigiòs Premi de les Lletres neerlandeses.